# The Secret of the Sword
He-Man and She-Ra: The Secret of the Sword är en amerikansk animerad film från 1985, producerad av Filmation. Filmen är egentligen en sammansättning från de fem första avsnitten av TV-serien She-Ra: Princess of Power, men TV-serien började sändas först senare under året. Filmen var en av flera animerade filmer skapade av företag bakom TV-serier och leksaker under 1980-talet.

## Handling
He-Man måste lämna Eternia och bege sig till Etheria för att hitta She-Ra, som i ung ålder rövades bort av Hordak.

## Röstskådespelare
- John Erwin som Prince Adam / He-Man / Beast Man
- Melendy Britt som Princess Adora / She-Ra / Catra
- Alan Oppenheimer som Skeletor / Man-At-Arms / Cringer / Battle Cat
- Linda Gary som Teela / drottning Marlena / Sorceress / Madame Razz / Shadow Weaver / Glimmer
- George DiCenzo som Bow / Hordak
- Erika Scheimer som Queen Angella
- Lou Scheimer som kung Randor / Swift Wind / Kowl / Broom / Mantenna / hordsoldaterna / Kobra Khan / Trap Jaw / Tri-Klops

### Fotnoter
1. ↑  Aljean Harmetz (1 maj 1986). ”Video alters economics of movie animation”. The New York Times. http://www.nytimes.com/1985/05/01/movies/video-alters-economics-of-movie-animation.html. Läst 27 december 2015.  ”The Secret of the Sword, which cost $2 million and consists of three half-hour television programs stitched together, is faring less well. Mr. Scheimer said he was planning a high-budget movie starring He-Man for the summer of 1987.”
2. ↑  ”A Rally For G Ratings Clubhouse Gets Bandwagon Rolling For Family Entertainment”. Orlando Sentinel. 17 januari 1986. Arkiverad från originalet den 4 mars 2016. https://web.archive.org/web/20160304085800/http://articles.orlandosentinel.com/1986-01-17/lifestyle/0190200022_1_g-rated-movies-first-movie-clubhouse-pictures. Läst 27 december 2015.
3. ↑  Todd Douglass Jr. (3 juli 2006). ”The Best of She-Ra - Princess of Power”. DVD Talk. http://www.dvdtalk.com/reviews/22542/best-of-she-ra-princess-of-power-the/. Läst 7 november 2009.